# Патерсберг
Патерсберг (њем. Patersberg) општина је у њемачкој савезној држави Рајна-Палатинат. Једно је од 137 општинских средишта округа Рајн-Лан. Према процјени из 2010. у општини је живјело 413 становника. Посједује регионалну шифру (AGS) 7141109.

## Географски и демографски подаци
Патерсберг се налази у савезној држави Рајна-Палатинат у округу Рајн-Лан. Општина се налази на надморској висини од 242 метра. Површина општине износи 2,6 km². У самом мјесту је, према процјени из 2010. године, живјело 413 становника. Просјечна густина становништва износи 156 становника/km².